# Portugiesische Fußballnationalmannschaft/Europameisterschaften
Der Artikel beinhaltet eine ausführliche Darstellung der portugiesischen Fußballnationalmannschaft bei Europameisterschaften und den Qualifikationen dazu. Die portugiesische Mannschaft konnte sich erstmals 1984 für die Endrunde qualifizierten und ist seit 1996, als das Teilnehmerfeld auf 16 aufgestockt wurde, Stammgast bei der Endrunde. Portugal konnte 2016 erstmals den Titel gewinnen und erreichte zudem 2004 als Gastgeber das Finale, verlor dieses aber gegen Außenseiter Griechenland.

## Übersicht
Portugal ist die einzige Mannschaft, die bei gelungener Qualifikation für die Endrunde bisher immer die Gruppenphase überstand und in die K.-o.-Runde einzog. Mit Cristiano Ronaldo (2012 und 2021) stellte Portugal zweimal einen der besten Torschützen einer Europameisterschaft sowie den Rekordspieler (30 Spiele) und Rekordtorschützen (14 Tore).
| Jahr | Gastgeberland       | Teilnahme bis …    | letzte(r) Gegner | Ergebnis      | Trainer             | Bemerkungen und Besonderheiten |
| ---- | ------------------- | ------------------ | ---------------- | ------------- | ------------------- | --- |
| 1960 | Frankreich          | nicht qualifiziert | –                | –             |                     | im Viertelfinale am späteren Vizeeuropameister Jugoslawien gescheitert |
| 1964 | Spanien             | nicht qualifiziert | –                | –             |                     | in der Qualifikation nach Entscheidungsspiel in Rom an Bulgarien gescheitert, das aber die Endrunde auch nicht erreichte |
| 1968 | Italien             | nicht qualifiziert | –                | –             |                     | in der Qualifikation erneut an Bulgarien gescheitert, das aber wieder die Endrunde nicht erreichte |
| 1972 | Belgien             | nicht qualifiziert | –                | –             |                     | in der Qualifikation am späteren Dritten Belgien gescheitert |
| 1976 | Jugoslawien         | nicht qualifiziert | –                | –             |                     | in der Qualifikation am späteren Europameister Tschechoslowakei gescheitert |
| 1980 | Italien             | nicht qualifiziert | –                | –             |                     | in der Qualifikation am späteren Vizeeuropameister Belgien gescheitert |
| 1984 | Frankreich          | Halbfinale         | Frankreich       | –             | Fernando Cabrita    | Niederlage nach Verlängerung gegen den späteren Europameister |
| 1988 | BR Deutschland      | nicht qualifiziert | –                | –             |                     | in der Qualifikation an Italien gescheitert |
| 1992 | Schweden            | nicht qualifiziert | –                | –             |                     | in der Qualifikation an Titelverteidiger Niederlande gescheitert |
| 1996 | England             | Viertelfinale      | Tschechien       | –             | António Oliveira    | Niederlage gegen den späteren Finalisten |
| 2000 | Niederlande Belgien | Halbfinale         | Frankreich       | –             | Humberto Coelho     | Niederlage durch Golden Goal per Strafstoß gegen den späteren Europameister |
| 2004 | Portugal            | Finale             | Griechenland     | 2. Platz      | Luiz Felipe Scolari | erste Finalteilnahme |
| 2008 | Österreich Schweiz  | Viertelfinale      | Deutschland      | –             | Luiz Felipe Scolari | Niederlage gegen den späteren Finalisten |
| 2012 | Polen Ukraine       | Halbfinale         | Spanien          | –             | Paulo Bento         | Niederlage im Elfmeterschießen gegen den späteren Europameister |
| 2016 | Frankreich          | Finale             | Frankreich       | Europameister | Fernando Santos     | Mit drei Remis gegen Island, Österreich und Ungarn erreichte Portugal das Achtelfinale und durch ein Tor in der Verlängerung gegen Kroatien das Viertelfinale. 2:0-Sieg gegen Wales im Halbfinale und Endspielsieg gegen Gastgeber Frankreich 1:0 n. V. |
| 2021 | Europa              | Achtelfinale       | Belgien          |               | Fernando Santos     | Portugal qualifizierte sich am letzten Gruppenspieltag. Bei der Endrunde trafen die Portugiesen auf Deutschland, Weltmeister Frankreich und den Playoff-Sieger Ungarn und holten 4 Punkte aus 3 Spielen, qualifizierten sich als einer der vier besten Gruppendritten und verloren im Achtelfinale 0:1 gegen Belgien. |
| 2024 | Deutschland         | Viertelfinale      | Frankreich       |               | Roberto Martínez    | Portugal qualifizierte sich als einzige Mannschaft mit zehn Siegen. Qualifikationsopfer waren die Slowakei, Luxemburg, Island, Bosnien & Herzegowina sowie Liechtenstein. Bei der Endrunde trafen die Portugiesen in der Gruppenphase auf Tschechien, die Türkei und Georgien, den Sieger des Play-off-Pfads C. Im Achtelfinale setzten sie sich im Elfmeterschießen gegen Slowenien durch, das sie im Viertelfinale verloren. |

## Endrunden mit vier Teilnehmern 1960–1976

### EM 1960
Für die Fußball-Europameisterschaft 1960, die noch als „Europapokal der Nationen“ ausgetragen wurde, hatte auch der portugiesische Verband seine Nationalmannschaft gemeldet. Am 21. Juni 1959 bestritten die von José Maria Antunes trainierten Portugiesen in Ost-Berlin gegen die DDR ihr erstes EM-Qualifikationsspiel und gewannen mit 2:0, wobei Matateu das erste Qualifikationstor für die Portugiesen schoss. Das Rückspiel in Porto wurde mit 3:2 gewonnen und damit das Viertelfinale erreicht. In diesem trafen sie auf Jugoslawien und gewannen zwar das Heimspiel mit 2:1, verloren aber das Rückspiel mit 1:5. Damit war Portugal ausgeschieden, Jugoslawien erreichte bei der Endrunde das Finale, verlor dies aber gegen die UdSSR.

### EM 1964
Vier Jahre später wollten dann mehr Mannschaften als 1960 teilnahmen, daher wurde dem Achtelfinale eine Vorrunde vorgeschaltet. In der Vorrunde trafen die Portugiesen auf Bulgarien. Mit Benfica Lissabon stellte Portugal damals die beste europäische Mannschaft, die 1961 und 1962 die Nachfolge von Real Madrid als Europapokalsieger der Landesmeister angetreten hatte. Dabei hatte Benficas Kapitän José Águas 1961 allein 11 Tore erzielt, aber am 17. Mai 1962 sein letztes Länderspiel bestritten. Mit dem 20-jährigen Eusébio stand aber ein Nachfolger in den Startlöchern, der beim 1:3 in Bulgarien auch die zwischenzeitliche 1:0-Führung erzielte. Nach einem 3:1 im Rückspiel gab es ein Entscheidungsspiel in Rom, das Bulgarien mit 1:0 gewann. Portugal war damit ausgeschieden, qualifizierte sich aber zwei Jahre später erstmals für die WM 1966, bei der Eusébio Torschützenkönig und Portugal Dritter wurde.

### EM 1968
Für die Fußball-Europameisterschaft 1968 wurden in der Qualifikation erstmals Gruppenspiele angesetzt. Der nun von José Gomes De Silva trainierte WM-Dritte Portugal musste wieder gegen Bulgarien sowie die nordischen Nachbarn Schweden und Norwegen antreten. Portugal konnte nicht an die Leistungen bei der WM anknüpfen und gewann nur die beiden Spiele gegen Norwegen. Gegen die beiden anderen Gegner gab es je ein Remis und eine Niederlage. Eusébio, der in allen sechs Spielen zum Einsatz kam, erzielte nur zwei Tore. Damit waren die Portugiesen nur Zweiter hinter den Bulgaren, die kein Spiel in der Gruppenphase verloren, aber im Viertelfinale an Italien scheiterten. Italien durfte dann die Endrunde ausrichten und wurde Europameister. Da Silva blieb zunächst im Amt, seinem Nachfolger José Maria Antunes gelang es in seiner 3. Amtszeit aber nicht, die Portugiesen zur WM 1970 zu führen, und so endete seine letzte Amtszeit vor der nächsten EM-Qualifikation.

### EM 1972
Für die EM-Endrunde 1972 konnten sich die nun wieder von José Gomes da Silva trainierten Portugiesen auch nicht qualifizieren. In einer Gruppe mit Belgien, Schottland und Dänemark gewannen sie zwar diesmal drei Spiele, am letzten Spieltag verspielten sie aber durch ein 1:1 gegen Belgien den Gruppensieg. Damit endete da Silvas letzte Amtszeit als Nationaltrainer. Seinem Nachfolger José Augusto misslang dann die Qualifikation für die WM 1974. Die Belgier schalteten überraschend im Viertelfinale Titelverteidiger Italien aus und durften die Endrunde ausrichten, bei der sie Dritter wurden.

### EM 1976
1976 wurde die Endrunde letztmals mit vier Mannschaften ausgetragen, die Portugiesen konnten sich wieder nicht qualifizieren. Trainiert wurden sie nun von José Maria Pedroto, der nach der verpassten Qualifikation für die WM 1974, nach der auch Eusébio im Oktober 1973 aus der Nationalmannschaft zurückgetreten war, das Amt übernommen hatte. Gegner waren die Tschechoslowakei, England und Zypern gegen das die einzige Siege gelangen. Damit wurde nur der dritte Platz belegt. Die Tschechoslowakei erreichte dann auch die EM-Endrunde, wo sie zuerst im Halbfinale Vizeweltmeister Niederlande ausschaltete und dann im Finale gegen Titelverteidiger und Weltmeister Deutschland durch Elfmeterschießen den Titel gewann.

## Endrunden mit acht Teilnehmern 1980–1992

### EM 1980
In der Qualifikation für die Europameisterschaft in Italien, die erstmals mit acht Mannschaften ausgetragen wurde, trafen die Portugiesen, die nach der verpassten Qualifikation für die 1978 von Mário Wilson trainiert wurden, auf Belgien, Österreich, Schottland und Norwegen. Portugal gewann wie die vor ihnen platzierten Belgier und Österreicher vier Spiele, verlor aber mehr, so dass durch den dritten Platz die Qualifikation verpasst wurde. Belgien erreichte bei der Endrunde überraschend das Finale, unterlag in diesem aber Deutschland, das damit als erste Mannschaft zum zweiten Mal Europameister wurde.

### EM 1984
Für die Europameisterschaft in Frankreich konnte sich die Portugiesen dann erstmals qualifizieren. In die Qualifikation gingen sie nach der verpassten Qualifikation für die WM 1982 mit Otto Glória als Nationaltrainer, der die Portugiesen zur WM 1966 und dem dritten Platz geführt hatte. Gruppengegner waren die Sowjetunion, Polen und Finnland. Portugal gewann fünf Spiele und verlor nur eins, dies aber mit 0:5 in der UdSSR. Da die UdSSR aber in Polen nur ein 1:1 holte, hatten die Portugiesen nach dem 1:0 im letzten Spiel gegen die UdSSR einen Punkt mehr und waren damit für die EM-Endrunde qualifiziert. Otto Glória hatte aber zwischenzeitlich nach einem 0:4 gegen Brasilien das Handtuch geworfen. Für die letzten drei Spiele, die alle gewonnen wurden, übernahm daher Fernando Cabrita das Amt.
Bei der Endrunde trafen sie in ihrem ersten EM-Spiel auf Titelverteidiger Deutschland und erreichten ein 0:0. Im zweiten Spiel gegen den großen Nachbarn Spanien gingen sie durch das erste EM-Tor der Portugiesen, das António Sousa in der 52. Minute erzielte, mit 1:0 in Führung. Den Spaniern gelang aber 19 Minuten später der Ausgleich, bei dem es dann blieb. Im letzten Gruppenspiel gegen die ebenfalls erstmals teilnehmenden Rumänen erzielte Tamagnini Nené 14 Minuten nach seiner Einwechslung den 1:0-Siegtreffer. Damit standen sie im Halbfinale gegen Frankreich. Das bereits in der 24. Minute gefallene 1:0 für die Franzosen konnte Rui Jordão in der 74. Minute ausgleichen. Da keine weiteren Tore in der regulären Spielzeit fielen, gab es eine Verlängerung. In dieser gelang Jordão in der 98. Minute der Führungstreffer, diesen konnte Jean-François Domergue, der schon das 1:0 erzielt hatte aber 16 Minuten später ausgleichen, ehe Michel Platini eine Minute vor dem Ende mit seinem achten Turniertor der Siegtreffer für den Gastgeber gelang. Da es erstmals kein Spiel um Platz 3 gab, war die EM damit für die Portugiesen beendet und damit auch die Amtszeit von Fernando Cabrita. Frankreich gewann dann im Finale gegen Spanien erstmals einen Titel.

### EM 1988
Für die Europameisterschaft in Deutschland musste sich Portugal gegen Italien, Schweden, die Schweiz und Malta, das kein Spiel gewann, qualifizieren. Portugal, das nach dem Vorrundenaus bei der WM 1986 von Ruy Seabra trainiert wurde, startete mit drei Remis, darunter ein 2:2 gegen Malta und einer Niederlage, woraufhin der Trainer gewechselt wurde, Júlio Cernadas Pereira zu seiner 3. Amtszeit kam und das erste Spiel mit 1:0 in Schweden gewonnen wurde. Mit einem 0:0 gegen die Schweiz und einem 0:3 in Italien wurden dann alle Chancen verspielt, so dass das 1:0 im letzten Spiel in Malta nichts mehr bewegen konnte. Als Dritter schieden die Portugiesen damit aus, Italien erreichte als Gruppensieger die EM und dort das Halbfinale, verlor dieses aber gegen die UdSSR, die sich damit für das Lospech im Halbfinale 20 Jahre zuvor revanchieren konnte.

### EM 1992
In der Qualifikation für die EM 1992 trafen Portugiesen auf Titelverteidiger Niederlande, Griechenland, Finnland und erneut Malta. Trainiert wurden sie seit 1991 vom vorherigen U-20-Trainer Carlos Queiroz, der mit der U-20-Mannschaft mit Spielern der Goldenen Generation wie Rui Costa, Luís Figo und João Pinto die Junioren-Fußballweltmeisterschaft 1991 gewonnen hatte. Die Portugiesen starteten mit einem 0:0 in Finnland, gewannen dann aber mit 1:0 gegen die Niederländer. Mit einem 2:3 in Griechenland und einem 0:1 bei den Niederländern, bei dem Luís Figo sein zweites A-Länderspiel machte, wurde aber die Qualifikation verpasst, obwohl alle anderen Spiele gewonnen wurden. Die Niederländer erreichten als Gruppensieger die Endrunde und dort das Halbfinale gegen Dänemark. Die Dänen waren erst kurz vor dem Start der Endrunde für die aufgrund von UN-Sanktionen als Folge der Jugoslawienkriege ausgeschlossenen Jugoslawen nachnominiert worden. Die meisten dänischen Spieler hatten – da sie nicht mit einer Teilnahme rechneten – nach dem Saisonende der nationalen Ligen schon ihren Urlaub angetreten. In Schweden trafen die Dänen daher ohne große Vorbereitung ein, erreichten aber durch einen Sieg im letzten Spiel gegen Frankreich als Gruppenzweiter überraschend das Halbfinale, galten aber als Außenseiter. Gegen die Niederländer konnten die Dänen dann durch Elfmeterschießen gewinnen, standen damit überraschend im Finale, wo sie für die nächste Überraschung sorgten und mit 2:0 gegen Weltmeister Deutschland gewannen. Queiroz blieb zunächst im Amt, verpasste dann aber auch die WM 1994, womit seine erste Amtszeit endete.

## Endrunden mit 16 Teilnehmern 1996–2012

### EM 1996
Für die EM 1996 hatte sich auch Portugal sowie die Niederlande, England, Griechenland und Österreich beworben. Dabei stand bei der Ausschreibung noch nicht fest, dass das Turnier erstmals mit 16 Mannschaften ausgetragen werden sollte. Am 5. Mai 1992 erhielt aber England den Zuschlag und war damit automatisch für die Endrunde qualifiziert. Die Portugiesen mussten sich dagegen sportlich qualifizieren. In die Qualifikation gingen sie mit António Oliveira als Nationaltrainer. In der Qualifikation trafen sie auf Irland, Nordirland, Österreich, Lettland und Liechtenstein. Portugal gewann die ersten vier Spiele, wobei beim 8:0 gegen Liechtenstein der höchste Länderspielsieg gelang, und musste dann mit 0:1 in Irland die einzige Niederlage hinnehmen. Mit zwei weiteren Siegen und zwei Remis wurde Portugal Gruppensieger. Dabei hatten insgesamt 12 Spieler 29 Tore für Portugal erzielt. Bester Torschütze war Domingos mit sechs Toren.
Bei der Auslosung der Gruppen wurden die Portugiesen der Gruppe mit Titelverteidiger Dänemark zugelost, gegen den sie im Auftaktspiel ein 1:1 erzielten. Nächster Gegner war die Türkei, die sich erstmals qualifiziert hatte und gegen die mit 1:0 gewonnen wurde. Aus dem letzten Gruppenspiel gegen Kroatien, das ebenfalls erstmals teilnahm und nach zwei Siegen in den ersten Gruppenspielen bereits für das Viertelfinale qualifiziert war, benötigten sie daher noch einen Punkt, um ebenso das Viertelfinale zu erreichen. Mit 3:0 wurde dann dieses Spiel gewonnen und damit trafen sie auf Tschechien, das nach der Aufspaltung der Tschechoslowakei auch erstmals dabei war. Mit 0:1 verloren sie dieses Spiel, wobei sie in den letzten acht Minuten eine numerische Überzahl nicht nutzen konnten, und waren damit ausgeschieden und die Amtszeit von Oliveira endete. Tschechien erreichte danach auch das Finale gegen Deutschland, verlor dies aber durch ein Golden Goal.

### EM 2000
In der Qualifikation für die EM 2000 trafen die Portugiesen, die, nachdem Portugal die Qualifikation zur Fußball-Weltmeisterschaft 1998 verpasst hatte, von Humberto Coelho trainiert wurden, auf Rumänien, die Slowakei, Ungarn, Aserbaidschan und Liechtenstein. Portugal verlor nur das Heimspiel gegen Rumänien, spielte aber in Aserbaidschan nur 1:1 ebenso wie in Rumänien und wurde mit sieben Siegen, darunter wieder ein 8:0 gegen Liechtenstein, Gruppenzweiter hinter den ungeschlagenen Rumänen.
Bei der Auslosung der Gruppen wurden sie zusammen in eine Gruppe mit Titelverteidiger Deutschland und England gelost. Im Auftaktspiel gegen England lagen sie nach 18 Minuten mit 0:2 zurück, Luís Figo gelang aber vier Minuten später der Anschlusstreffer und João Pinto noch vor der Halbzeitpause der Ausgleich. In der 59. Minute drehte dann Nuno Gomes endgültig das Spiel und dabei blieb es dann. Im zweiten Spiel gegen Rumänien stand es bis in die Nachspielzeit 0:0. Dann gelang Costinha in der vierten Minute der Nachspielzeit der 1:0-Siegtreffer. Damit war Portugal bereits für das Viertelfinale qualifiziert. Im letzten Spiel gegen den Titelverteidiger konnten daher einige Stammspieler, u. a. Torhüter und Kapitän Vítor Baía sowie Rui Costa, Luís Figo und Nuno Gomes geschont werden. Dennoch gelang den Portugiesen der bis heute höchste Sieg gegen Deutschland: mit 3:0 durch drei Tore von Sérgio Conceição schickten sie die deutsche Mannschaft nach Hause, bei denen Lothar Matthäus sein 150. und letztes Länderspiel machte. Allerdings konnte Portugal danach noch kein Spiel mehr gegen Deutschland gewinnen: zwei EM- und zwei WM-Spiele wurden verloren.
Gegner im Viertelfinale war die Mannschaft der Türkei, die nach 30 Minuten aufgrund einer Roten Karte gegen Alpay Özalan in Unterzahl spielen musste. Portugal nutzte dies und gewann durch zwei Tore von Nuno Gomes mit 2:0. Im Halbfinale war dann Weltmeister Frankreich der Gegner und mit Luís Figo und Zinédine Zidane standen sich die beiden besten Spieler dieser Zeit gegenüber. Bereits nach 19 Minuten ging Portugal durch ein Tor von Nuno Gomes in Führung, die die Franzosen aber in der 51. Minute ausgleichen konnte. Da es nach 90 Minuten 1:1 stand, ging das Spiel in die Verlängerung, in der es auch lange danach aussah, als ob das Elfmeterschießen entscheiden müsste. Drei Minuten vor dem Ende bekam aber Abel Xavier vor dem eigenen Tor den Ball an die Hand. Der österreichische Schiedsrichter Günter Benkö gab Elfmeter. Zidane verwandelte diesen und brachte damit den Weltmeister ins EM-Finale – es war das erste Golden Goal, das durch einen Elfmeter fiel. Da Nuno Gomes gegen die Schiedsrichterentscheidung zu heftig protestierte, erhielt er die Rote Karte. Im Finale gegen Italien gewannen dann die Franzosen wieder durch ein Golden Goal und wurden als erster Weltmeister auch Europameister. Humberto Coelho verlängerte seinen auslaufenden Vertrag nicht, ihm folgte António Oliveira, der damit zum zweiten Mal Nationaltrainer wurde und die Mannschaft zur WM 2002 führte, dort aber in der Vorrunde ausschied.

### EM 2004

Startaufstellungen im Finale

Für die EM 2004 mussten sich die Portugiesen dann nicht qualifizieren. Am 12. Oktober 1999 wurde ihnen die Austragung zugesprochen. Sie setzten sich dabei unter anderem gegen Spanien und Österreich/Ungarn durch. Portugal hatte Spanien die gemeinsame Austragung des Turniers angeboten, die Spanier lehnten jedoch in der Hoffnung auf den Zuschlag für eine eigenständige Ausrichtung ab.
Nach dem Aus in der WM-Vorrunde 2002 hatte zunächst Agostinho Oliveira das Amt des Nationaltrainers für vier Spiele übernommen, ihm folgte der Brasilianer Luiz Felipe Scolari, der zwar 2002 mit seinem Heimatland den 5. WM-Titel gewonnen hatte, der aber da Verband und Fans mit seiner Arbeit unzufrieden war, kurz nach der WM zurückgetreten war. Bis zur EM bestritten die Portugiesen unter Scolari 20 Freundschaftsspiele, von denen 11 gewonnen wurden (darunter ein 2:1 gegen Weltmeister Brasilien, aber auch 1:0-Siege gegen Mazedonien und Kasachstan), sechs endeten unentschieden und drei wurden verloren (0:1 und 1:2 gegen Italien und 0:3 gegen Spanien).
Bei der Gruppenauslosung waren Gastgeber Portugal, Titelverteidiger Frankreich sowie Schweden und Tschechien gesetzt. Zugelost wurden den Portugiesen, die als Gruppenkopf der vorwiegend in Lissabon spielenden Gruppe gesetzt wurden, der Nachbar Spanien, Russland und Griechenland, das nach 1980 erstmals wieder qualifiziert war. Im Eröffnungsspiel trafen die Portugiesen in Porto auf die vom Deutschen Otto Rehhagel trainierten Griechen. Bereits nach sieben Minuten gingen die eher defensiv eingestellten Griechen überraschend in Führung und bauten diese in der zweiten Halbzeit sogar noch aus. Portugal gelang erst in der Nachspielzeit durch das erste EM-Tor des zur zweiten Halbzeit eingewechselten 19-jährigen Cristiano Ronaldo der Anschlusstreffer. Im zweiten Spiel gegen Russland brachte Maniche die Portugiesen in der siebten Minute in Führung. Da der russische Torhüter in der 45. Minute aufgrund eines Handspiels außerhalb des Strafraums die Rote Karte erhalten hatten, konnten die Portugiesen die gesamte zweite Halbzeit in Überzahl spielen und diese ausnutzen, um das 2:0 zu erzielen. Die Russen waren damit ausgeschieden, Portugal musste im letzten Spiel gegen Spanien gewinnen, um ins Viertelfinale zu kommen. Nach einer torlosen ersten Halbzeit gelang Nuno Gomes in der 57. Minute der 1:0-Siegtreffer, Portugal wurde damit noch Gruppensieger, da Griechenland gegen Russland verlor. Dennoch waren die Griechen auch für das Viertelfinale qualifiziert, da sie mehr Tore als Spanien geschossen hatten.
Im Viertelfinale trafen die Portugiesen auf England und gerieten bereits in der dritten Minute in Rückstand. Erst 80 Minuten später konnte der acht Minuten zuvor eingewechselte Hélder Postiga ausgleichen, womit es in die Verlängerung ging. In dieser gelang zunächst Rui Costa die Führung für Portugal, die die Engländer aber fünf Minuten vor dem Ende ihrerseits ausgleichen konnten. Da kein weiteres Tor fiel, kam es zum Elfmeterschießen. Hier schoss David Beckham als erster Schütze übers Tor. Da ihn Rui Costa als dritter Portugiese kopierte, ansonsten aber alle Schützen trafen, musste jeweils ein sechster Schütze antreten. Der portugiesische Torhüter Ricardo hielt dann zunächst den Schuss des sechsten Engländers und verwandelte dann selber als sechster portugiesischer Schütze. Damit stand Portugal im Halbfinale gegen die Niederlande und erzielte drei Tore, davon allerdings eins für die Gäste, denen aber kein weiteres Tor gelang. Damit standen die Portugiesen erstmals im Finale, in dem sie auf den Gegner aus dem Eröffnungsspiel trafen, womit erstmals die Mannschaften, die das Eröffnungsspiel bestritten hatten, auch im Finale standen. Zudem standen erstmals seit der ersten Europameisterschaft 1960 zwei Mannschaften im Finale, die nie zuvor ein Finale erreicht hatten. Griechenland spielte wie zuvor, die Portugiesen versuchten, nicht den Fehler des Eröffnungsspiels zu machen, und trachteten danach, einen Rückstand zu vermeiden. Nach einer torlosen ersten Halbzeit ohne Höhepunkte erhöhten die Portugiesen dann aber in der zweiten Halbzeit den Druck und drängten die Griechen in ihre eigene Hälfte. Die Portugiesen konnten aber die sich dadurch ergebenden Chancen nicht nutzen. Völlig überraschend erzielte Angelos Charisteas in der 57. Minute per Kopf bei einem Eckball einen Treffer, indem er einen Fehler des portugiesischen Torwarts Ricardo nutzte. Es war sein einziger Torschuss in diesem Spiel. Die Portugiesen steigerten nun ihre Angriffsbemühungen, scheiterten jedoch immer wieder an der griechischen Abwehr um Ausputzer Traianos Dellas. Cristiano Ronaldo und Luís Figo hatten zwar noch einige guten Chancen, vergaben diese aber oder scheiterten am griechischen Torhüter. Trotz über zwanzig Torchancen für Portugal blieb es beim 1:0 für Griechenland und der bis dato größten Sensation bei einer EM. Der deutsche Trainer Otto Rehhagel gewann damit als erster und bis heute einziger ausländischer Trainer die Europameisterschaft. Luiz Felipe Scolari hatte aber als erster Trainer einer anderen Konföderation bei einer EM das Finale erreicht und blieb auch danach im Amt.

### EM 2008
In der Qualifikationsgruppe A für die EM 2008 traf Portugal auf Polen, Belgien, Serbien, Finnland, Kasachstan, Armenien und Aserbaidschan. Die beiden erstplatzierten Mannschaften waren für die Endrunde in der Schweiz und Österreich qualifiziert. Portugal verspielte den Gruppensieg durch ein 0:0 am letzten Spieltag gegen Finnland, war aber hinter Polen, dass sich als Gruppensieger erstmals für die EM-Endrunde qualifizieren konnte, als Gruppenzweiter ebenfalls für die EM qualifiziert.
Bei der Endrunde, die wieder in zwei Ländern stattfand, wurden sie in eine Gruppe mit Co-Gastgeber Schweiz, Tschechien und der Türkei gelost, gegen die sie im Auftaktspiel mit 2:0 gewannen, dafür aber lange anrennen mussten. Das 1:0 fiel erst nach einer Stunde, das 2:0 in der Nachspielzeit. Im zweiten Spiel gewannen sie gegen Tschechien mit 3:1, wobei das letzte Tor wieder in der Nachspielzeit fiel. Damit waren sie bereits vor dem letzten Spiel für das Viertelfinale qualifiziert und ihnen auch der Gruppensieg nicht mehr zu nehmen. Im letzten Spiel gegen die Schweiz wurden dann einige Spieler, u. a. Cristiano Ronaldo, geschont und das Spiel mit 0:2 verloren. Im Viertelfinale trafen sie dann auf Deutschland, gegen das sie das Spiel um Platz 3 bei der WM 2006 verloren hatten. Deutschland führte nach 26 Minuten bereits mit 2:0, aber ein Eigentor brachte die Portugiesen noch vor der Pause wieder heran. In eine Drangphase der Portugiesen fiel dann nach knapp einer Stunde Spielzeit das 3:1 für Deutschland, Portugal konnte zwar noch einmal verkürzen, aber den Ausgleich nicht mehr schaffen. Damit war Portugal ausgeschieden. Die Deutschen gewannen mit demselben Ergebnis im Halbfinale dann gegen die Türkei, verloren aber das Finale gegen Spanien. Mit dem Viertelfinalaus endete auch die Amtszeit von Scolari, der zum FC Chelsea wechselte, dort aber nach 223 Tagen wieder entlassen wurde.

### EM 2012

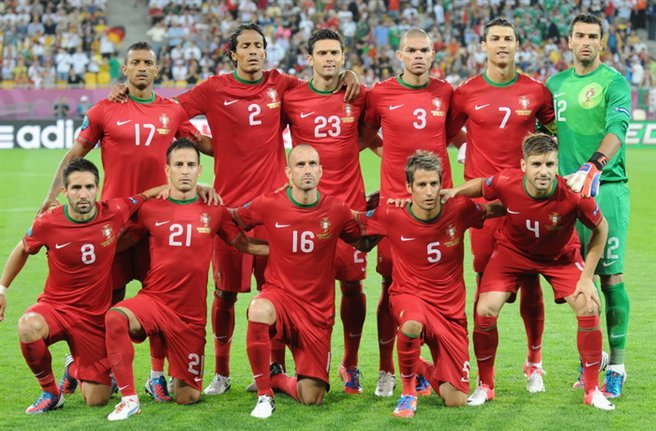
Die Mannschaft vor dem Auftaktspiel gegen Deutschland

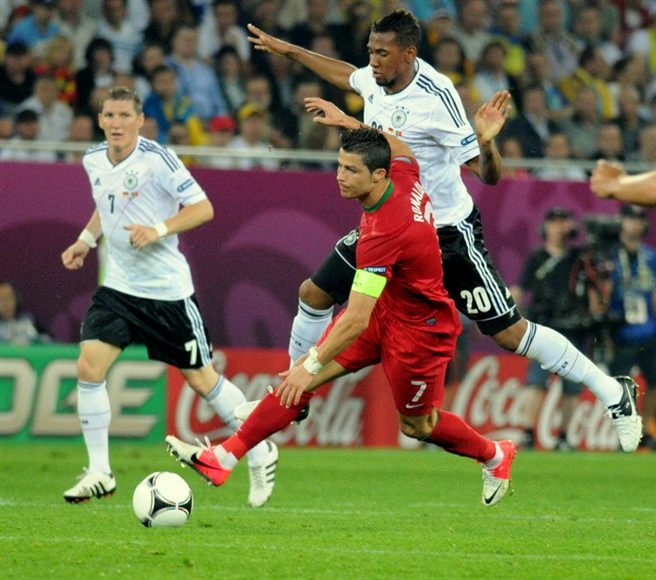
Szene aus dem Spiel gegen Deutschland mit Bastian Schweinsteiger (li.), Jérôme Boateng (hinten re.) und Cristiano Ronaldo (vorne, re.)

In die Qualifikation für die EM 2012 gingen die Portugiesen mit Paulo Bento, der nach der WM 2010 das Amt des Nationaltrainers übernommen hatte. In einer Grupe mit Dänemark, Norwegen, Island und Zypern belegten die Portugiesen den zweiten Platz hinter Dänemark. Portugal erzielte zwar die meisten Tore, kassierte aber auch viele, z. B. beim 4:4 gegen Zypern und dem 5:3 gegen Island. Portugal musste damit in den Playoffs der Gruppenzweiten gegen Bosnien-Herzegowina antreten. Nach einem 0:0 in Zenica wurde das Rückspiel mit 6:2 gewonnen.
Bei der Endrunde, die wieder in zwei Ländern stattfand, wurden die Portugiesen in eine Todesgruppe mit dem WM-Dritten Deutschland, der in der Qualifikation als einzige Mannschaft 10 Spiele gewonnen hatte, dem Vizeweltmeister Niederlande und Dänemark gelost. Im Auftaktspiel verloren sie gegen Deutschland mit 0:1, konnten dann aber Dänemark mit 3:2 gewinnen, wobei sie schon mit 2:0 geführt hatten und den zwischenzeitlichen Ausgleich hinnehmen mussten. Damit mussten sie das letzte Spiel gegen die Niederlande gewinnen, um noch das Viertelfinale zu erreichen. Zwar brachte Rafael van der Vaart die Niederländer bereits nach 11 Minuten in Führung, aber Cristiano Ronaldo drehte mit zwei Toren das Spiel. Damit waren die Niederländer erstmals ohne Sieg in der Vorrunde ausgeschieden. Portugal traf im Viertelfinale auf Tschechien und erneut war es Ronaldo, der den entscheidenden Treffer erzielte. Im Halbfinale gegen Titelverteidiger und Weltmeister Spanien gelang beiden Mannschaften in 120 Minuten kein Tor, so dass das Elfmeterschießen entscheiden musste. Hier konnte zwar Rui Patrício den ersten Schuss von Xabi Alonso halten, im Gegenzug scheiterte aber João Moutinho am spanischen Torhüter. Danach waren drei Spanier und zwei Portugiesen erfolgreich, ehe Bruno Alves nur die Latte traf. Der fünfte Spanier besorgte dann den 4:2-Endstand, so dass der letzte Portugiese nicht mehr antreten musste. Spanien stand damit wieder im Finale und gewann dieses souverän gegen Italien, das im Halbfinale Deutschland ausgeschaltet hatte. Paulo Bento blieb zunächst im Amt und führte Portugal zur WM 2014.

## Endrunden mit 16 Teilnehmern 2016–2024

### EM 2016

Startaufstellungen beim Gewinn der Europameisterschaft

An der EM nehmen erstmals 24 Mannschaften teil. Für die Auslosung der Qualifikationsgruppen, die am 23. Februar 2014 erfolgte, waren die Portugiesen in Topf 1 gesetzt. Portugal wurde in Gruppe I, die einzige Fünfergruppe gelost. Aus den anderen Töpfen wurden zugelost: wieder mal Dänemark, Albanien, Serbien und Armenien. Da in der Fünfergruppe immer eine Mannschaft spielfrei hat, spielt diese gegen den automatisch qualifizierten EM-Gastgeber Frankreich ein Freundschaftsspiel, das nicht in die Wertung eingeht.
Die beiden Gruppenersten qualifizieren sich direkt für die EM-Endrunde. Sollte die drittplatzierte Mannschaft bester Gruppendritter sein, ist sie ebenfalls direkt qualifiziert. Die übrigen Gruppendritten spielen in Playoffs vier weitere Teilnehmer aus.
Die Portugiesen gingen noch mit Paulo Bento in die Qualifikation, nach einer Heimniederlage im ersten Spiel der Qualifikation gegen Albanien trat er aber zurück. Unter seinem Nachfolger Fernando Santos wurden die nächsten drei Qualifikationsspiele gewonnen und damit lagen sie nach der Hälfte der Spiele auf Platz 1. Mit vier Siegen in der zweiten Hälfte festigten sie Platz 1 und qualifizierten sich am vorletzten Spieltag vorzeitig für die Endrunde.
Für die Gruppenauslosung am 12. Dezember 2015 war Portugal mit dem viertbesten UEFA-Koeffizienten Topf 1 zugeordnet und wurde der Gruppe F zugelost. Gegner sind EM-Neuling Island, Österreich, das sich erstmals sportlich qualifizieren konnte und Ungarn, das erstmals seit 1972 wieder die Endrunde erreichte. Portugal erreichte mit drei Unentschieden als einer der vier besten Gruppendritten das Achtelfinale. Cristiano Ronaldo wurde im letzten Spiel EM-Rekordspieler und im zweiten Spiel portugiesischer Rekordnationalspieler. Im Achtelfinale erreichten die Portugiesen mit einer defensiven Taktik nach torlosen 90 Minuten die Verlängerung und erzielten unmittelbar nach einem Pfostentreffer der Kroaten durch einen Konter den Siegtreffer um das Viertelfinale gegen Polen zu erreichen. Gegen die erstmals in einem EM-Viertelfinale stehenden Polen gerieten sie zwar bereits in der zweiten Minute in Rückstand, konnten aber 30 Minuten später durch den 18-jährigen Renato Sanches ausgleichen. Nachdem weitere gute Torchancen auf beiden Seiten ausblieben, kam es zunächst zu einer torlosen Verlängerung und anschließend zum Elfmeterschießen, bei dem Torhüter Rui Patrício einen Elfmeter halten konnte, wogegen seine Mitspieler ihre Elfmeter verwandeln konnten. Im Halbfinale setzten sie sich gegen EM-Neuling Wales mit 2:0 durch, wobei Ronaldo sein neuntes EM-Tor erzielte.
Im Finale der EM 2016 wurde Cristiano Ronaldo in der 8. Minute vom französischen Spieler Payet im Zweikampf am Knie verletzt, woraufhin er schließlich in der 25. Minute das Spielfeld verlassen musste und Ricardo Quaresma für ihn eingewechselt wurde. In der 109. Minute und damit in der zweiten Halbzeit der Verlängerung traf Eder zum 1:0, das dann auch das entscheidende Tor war. Damit gewann Portugal zum ersten Mal den Titel und zum ersten Mal ein Pflichtspiel gegen Frankreich. Damit qualifizierte sich Portugal auch für den FIFA-Konföderationen-Pokal 2017.

### EM 2021
Für die erste paneuropäische EM-Endrunde hatte sich Portugal zunächst mit dem Estádio da Luz in Lissabon oder Estádio do Dragão in Porto für die Austragung von Spielen beworben, dann aber zurückgezogen. In der Qualifikation, an der auch die Ausrichter von Endrundenspielen teilnehmen mussten, hatten es die Portugiesen mit der Ukraine, Serbien, Luxemburg und Litauen zu tun. Die Portugiesen starteten mit einem torlosen Remis gegen die Ukraine und einem 1:1 gegen Serbien. Es folgten Siege in Serbien (4:2), in Litauen (5:1) und gegen Luxemburg (3:0). Dann verloren sie aber in der Ukraine mit 1:2, wodurch sich diese vorzeitig für die Endrunde qualifizierte. Durch Siege gegen Litauen (6:0) und in Luxemburg (2:0) konnte aber noch der zweite Platz und damit die direkte Qualifikation gesichert werden. Bester Torschütze der Portugiesen und der Gruppe war mal wieder Cristiano Ronaldo mit elf Tore, der damit seine Länderspielausbeute auf 99 Tore steigerte.
Bei der Auslosung am 30. November 2019 wurden die beiden Finalisten der letzten EM in die Gruppe mit Deutschland gelost. Ferner trafen sie auf Ungarn, das sich über die Play-offs qualifizieren konnte.
Im ersten Spiel besiegte man Ungarn mit 3:0, im zweiten Spiel unterlag man Deutschland mit 2:4, im letzten Spiel gelang gegen Weltmeister Frankreich ein 2:2. Damit waren die Portugiesen Gruppendritter und qualifizierten sich als einer der vier besten Gruppendritten für das Achtelfinale. Dort verlor man allerdings mit 0:1 gegen Belgien und war aus dem Turnier ausgeschieden.

### EM 2024
Für die zweite EM in Deutschland konnten sich die Portugiesen erstmals ohne Punktverlust qualifizieren. Entscheidenden Anteil hatte wieder EM-Rekordtorschütze Cristiano Ronaldo, der mit zehn Toren insgesamt zweitbester Torschütze der Qualifikation war und mit nun 41 Toren bester Torschütze aller Qualifikationen ist. Gegner in der Qualifikation waren die Slowakei, die sich als Gruppenzweiter ebenfalls qualifizierte, Luxemburg, das noch in den Play-offs eine Chance hat, Island, Bosnien und Herzegowina sowie Liechtenstein, das alle Spiele verlor. Trainiert werden die Portugiesen seit dem Viertelfinalaus bei der WM 2022 vom Spanier Roberto Martínez, der zuvor Belgien trainiert hatte. Als bester Gruppensieger der Qualifikation wurden die Portugiesen bei der am 1. Dezember 2023 vorgenommenen Auslosung, Topf A zugeteilt, so dass sie nicht wie vier Jahre zuvor in eine Gruppe mit Deutschland und Frankreich gelost werden konnten. Zugelost wurden wie 2008 Tschechien und die Türkei, sowie eine Mannschaft, die sich im Februar 2024 noch über Play-off-Pfad C qualifizieren konnte. Dies wurde Georgien, das sich im Play-off-Finale im Elfmeterschießen gegen Griechenland durchsetzte. Die Portugiesen starteten mit einem 2:1-Sieg gegen Tschechien ins Turnier, wobei der Siegtreffer erst in der zweiten Minute der Nachspielzeit fiel durch den in der 90. Minute eingewechselten Francisco Conceição, Sohn des Dreifachtorschützen bei der EM 2000 Sérgio Conceição. Im zweiten Spiel wurde die Türkei mit 3:0 besiegt, womit die Portugiesen als Gruppensieger feststanden. Im letzten Gruppenspiel gegen Georgien wurden dann mehrere Ersatzspieler eingesetzt und das Spiel wurde mit 0:2 verloren, wodurch sich Georgien als zweitbester Gruppendritter auch für das Achtelfinale qualifizierte und Ungarn als fünftbester Gruppendritter die K.-o.-Runde verpasste. Im Achtelfinale gegen Slowenien mussten die Portugiesen nach torlosen 90 Minuten in die Verlängerung, in der es auch torlos blieb, da Cristiano Ronaldo mit einem Foulelfmeter an Jan Oblak scheiterte. Im anschließenden Elfmeterschießen war er aber als erster portugiesischer Schütze erfolgreich und da auch die nächsten beiden Portugiesen erfolgreich waren, wogegen die ersten drei slowenischen Schützen an Torhüter Diogo Costa scheiterten, mussten die restlichen vorgesehenen Schützen nicht mehr antreten. Es war das bisher torärmste Elfmeterschießen bei Europameisterschaften. Im Viertelfinale trafen die Portugiesen auf Frankreich, das mit 1:0 durch ein Eigentor gegen Belgien gewann. Nach wieder torlosen 120 Minuten kam es wieder zum Elfmeterschießen. Erneut trafen drei Portugiesen, aber fünf Franzosen, während der vierte Portugiese an den Pfosten schoss, so dass der letzte Portugiese nicht mehr zum Zug kam.

## Spieler mit den meisten Einsätzen bei Europameisterschaften
| Spiele | Spieler           | Jahr (Spiele)                                              |
| ------ | ----------------- | ---------------------------------------------------------- |
| 30     | Cristiano Ronaldo | 2004 (6), 2008 (3), 2012 (5), 2016 (7), 2021 (4), 2024 (5) |
| 23     | Pepe              | 2008 (4), 2012 (5), 2016 (6), 2021 (4), 2024 (4)           |
| 19     | João Moutinho     | 2008 (4), 2012 (5), 2016 (6), 2021 (4)                     |
| 16     | Rui Patrício      | 2008 (0), 2012 (5), 2016 (7), 2021 (4), 2024 (0)           |
| 15     | Nani              | 2008 (3), 2012 (5), 2016 (7)                               |
| 14     | Luís Figo         | 1996 (4), 2000 (4), 2004 (6)                               |
|        | Nuno Gomes        | 2000 (5), 2004 (6), 2008 (3)                               |
| 13     | Rui Costa         | 1996 (4), 2000 (5), 2004 (4)                               |
| 12     | Fernando Couto    | 1996 (4), 2000 (5), 2004 (3)                               |
| 11     | Ricardo Carvalho  | 2004 (5), 2008 (3), 2016 (3)                               |
| 10     | Costinha          | 2000 (4), 2004 (6)                                         |
|        | Ricardo           | 2004 (6), 2008 (4)                                         |
|        | Renato Sanches    | 2016 (6), 2021 (4)                                         |
|        | Danilo Pereira    | 2016 (5), 2021 (4), 2024 (1)                               |
| 9      | Deco              | 2004 (6), 2008 (3)                                         |
|        | Raphaël Guerreiro | 2016 (5), 2021 (4)                                         |
|        | Ricardo Quaresma  | 2008 (2), 2016 (7)                                         |

Stand: 5. Juli 2024

## Spieler mit den meisten Toren bei Europameisterschaften
| Pl. | Spieler           | Jahr(e)                      | Tore |
| --- | ----------------- | ---------------------------- | ---- |
| 1.  | Cristiano Ronaldo | 2004, 2008, 2012, 2016, 2021 | 14   |
| 2.  | Nuno Gomes        | 2000, 2004, 2008             | 6    |
| 3.  | Sérgio Conceição  | 2000                         | 3    |
| 3.  | Nani              | 2016                         | 3    |
| 3.  | Hélder Postiga    | 2004, 2008, 2012             | 3    |
| 6.  | Rui Jordão        | 1984                         | 2    |
| 6.  | Luís Figo         | 1996, 2000, 2004             | 2    |
| 6.  | João Pinto        | 1996, 2000                   | 2    |
| 6.  | Maniche           | 2004                         | 2    |
| 6.  | Rui Costa         | 1996, 2000, 2004             | 2    |
| 6.  | Pepe              | 2008, 2012                   | 2    |
| 12. | 14 Spieler        |                              | 1    |

Stand: 5. Juli 2024

## Bei Europameisterschaften gesperrte Spieler
- 2000 erhielt Nuno Gomes im Halbfinale wegen Protestierens die Rote Karte. Da Portugal ausschied, hatte sie keinen weiteren Effekt mehr auf das Turnier, er wurde aber für das WM-Qualifikationsspiel gegen Estland am 3. September 2000 gesperrt. Die zweiten Gelben Karten für Luís Figo und João Pinto im Halbfinale hatten ebenfalls keinen weiteren Effekt.
- 2004 erhielt Pauleta im letzten Gruppenspiel die zweite Gelbe Karte und war für das Viertelfinale gesperrt. Ricardo Carvalho, Costinha und Deco erhielten in diesem ebenfalls die zweite Gelbe Karte, die aber keinen Effekt hatte, da einzelne Gelbe Karten aus der Gruppenphase verfielen. Im Finale erhielt Costinha dann die dritte und Nuno Valente die zweite Gelbe Karte, die aber ebenfalls keinen Effekt hatten.
- 2008 erhielten Pepe, Petit und Hélder Postiga im Viertelfinale die zweite Gelbe Karte, die aber keinen Effekt hatte, da einzelne Gelbe Karten aus der Gruppenphase verfielen.
- 2012 erhielten Fábio Coentrão, João Pereira und Miguel Veloso im Halbfinale die zweite Gelbe Karte, da die Portugiesen ausschieden hatte sie keinen Effekt.
- 2016 erhielt William Carvalho im Viertelfinale die zweite Gelbe Karte und war für das Halbfinale gesperrt. Im Finale erhielt er noch die dritte Gelbe Karte.
- 2024 war Rafael Leão durch die zwei Gelben Karten, die er in den ersten beiden Gruppenspielen erhielt, für das dritte Gruppenspiel gesperrt. João Palhinha erhielt im Viertelfinale ebenfalls die zweite Gelbe Karte, die aber keine Wirkung hatte, da die Portugiesen ausschieden.

## Anteil der im Ausland spielenden Spieler im EM-Kader
Legionäre wurden für den ersten Kader noch nicht berufen, 1996 und 2004 stellten sie ein kleines Kontingent; 2000, 2008 und 2012 etwa die Hälfte.
| Jahr (Spiele) | Anzahl (Länder)                                                                                                 | Spieler (Einsätze) |
| ------------- | --- | --- |
| 1984 (4)      | 0 | |
| 1996 (4)      | 5 (3 in Italien, 1 in Schottland, 1 in Spanien)                                                                 | Rui Costa (4), Fernando Couto (4), Paulo Sousa (4); Jorge Cadete (2); Luís Figo (4) |
| 2000 (5)      | 11 (1 in Belgien, 1 in England, 1 in Frankreich, 4 in Italien, 4 in Spanien)                                    | Dimas (4); Abel Xavier (2), Costinha (4); Sérgio Conceição (5), Rui Costa (5), Fernando Couto (5), Paulo Sousa (2); Paulo Bento (4), Luís Figo (4), Pauleta (1), Ricardo Sá Pinto (3) |
| 2004 (6)      | 7 (2 in England, 1 in Frankreich, 2 in Italien, 2 in Spanien)                                                   | Hélder Postiga (1), Cristiano Ronaldo (6); Pauleta (5); Rui Costa (4), Fernando Couto (3); Jorge Andrade (6), Luís Figo (6) |
| 2008 (4)      | 11 (2 in Deutschland, 4 in England, 1 in Griechenland, 4 in Spanien)                                            | Hugo Almeida (2), Fernando Meira (3); Ricardo Carvalho (3), Paulo Ferreira (4), Nani (3), Cristiano Ronaldo (3); Hélder Postiga (2); Deco (3), Miguel (1), Pepe (4), Simão (3) |
| 2012 (3)      | 13 (2 in England, 1 in Italien, 1 in Rumänien, 1 in Russland, 6 in Spanien, 2 in der Türkei)                    | Raul Meireles (5), Nani (5); Miguel Veloso (5), Beto (0); Bruno Alves (5); Fábio Coentrão (5), Ricardo Costa (0), Rúben Micael (0), Pepe (5), Hélder Postiga (4), Cristiano Ronaldo (5); Hugo Almeida (2), Ricardo Quaresma (0) |
| 2016 (7)      | 15 (1 in Deutschland, 2 in England, 3 in Frankreich, 1 in Kroatien, 2 in Monaco, 3 in Spanien, 3 in der Türkei) | Vieirinha (3); Cédric (4), José Fonte (4); Éder (3), Raphaël Guerreiro (5), Anthony Lopes; Eduardo; Ricardo Carvalho (3), João Moutinho (6); André Gomes (5), Pepe (6), Cristiano Ronaldo (7); Bruno Alves (1), Nani (7), Ricardo Quaresma (7) |
| 2021 (4)      | 20 (2 in Deutschland, 8 in England, 4 in Frankreich, 2 in Italien, 4 in Spanien)                                | Raphaël Guerreiro (4), André Silva (3); Bernardo Silva (4), Bruno Fernandes (4), Diogo Jota (4), João Moutinho (4), Nélson Semedo (3), Rúben Dias (4), Rúben Neves (1), Rui Patrício (4); Anthony Lopes (0), Danilo Pereira (4), José Fonte (0), Renato Sanches (4); Cristiano Ronaldo (4), Diogo Dalot (2); Gonçalo Guedes (0), João Félix (1), Rui Silva (0), William Carvalho (2) |
| 2024 (5)      | 20 (10 in England, 4 in Frankreich, 2 in Italien, 2 in Saudi-Arabien, 2 in Spanien)                             | Bernardo Silva (4), Bruno Fernandes (4), Diogo Dalot (2), Diogo Jota (3), João Palhinha (4), José Sá (0), Matheus Nunes (2), Nélson Semedo (5), Pedro Neto (3), Rúben Dias (4); Danilo Pereira (1), Gonçalo Ramos (1), Nuno Mendes (4), Vitinha (4); Rafael Leão (4), Rui Patrício (0); Cristiano Ronaldo (5), Rúben Neves (4); João Cancelo (4), João Félix (2)                     |

Stand: 5. Juli 2024

## Rekorde
- Portugal ist die einzige Mannschaft mit mehr als einer Teilnahme, die immer die Gruppenphase überstand und in die K.o.-Runde einzog.
- Cristiano Ronaldo war 2012 einer der besten Torschützen der Endrunde und 2021 Torschützenkönig.
- Cristiano Ronaldo stellte im Halbfinale 2016 mit seinem 9. EM-Tor den Torrekord von Michel Platini aus dem Jahr 1984 ein.
- Cristiano Ronaldo ist mit 28 Spielen EM-Rekordspieler und mit 14 Toren EM-Rekordtorschütze
- Portugal ist die erste Mannschaft, die ohne einen Sieg in der Vorrunde Europameister wurde
- Gegen folgende Länder gelangen die höchsten Siege bei EM-Turnieren.
  -  Deutschland: Vorrunde 2000 - 3:0
  -  Kroatien: Vorrunde 1996 - 3:0 (erstes Spiel gegen Kroatien)
  -  Tschechien: Vorrunde 2008 - 3:1
- Nur gegen zwei Länder kassierte die portugiesische Mannschaft ihre höchste Niederlage bei einem EM-Turnier:
  -  Schweiz: Vorrunde 2008 - 0:2
  -  Georgien: Vorrunde 2024 - 0:2 (einzige Niederlage gegen Georgien)

### Negativrekorde
- Meiste Gelbe Karten in einem Finale: 6/2016

## Bilanz gegen die anderen Europameister bei Europameisterschaften
- Deutschland: 4 Spiele, 1 Sieg, 1 Remis, 2 Niederlagen 5:4 Tore
- Frankreich: 4 Spiele (davon 1 Finale), 1 Sieg, 2 Niederlagen, 1 Remis (im Elfmeterschießen verloren), 4:5 Tore (3:5 i. E.)
- Tschechoslowakei/Tschechien: 4 Spiele, 3 Siege, 1 Niederlage, 6:3 Tore
- Spanien: 3 Spiele, 1 Sieg, 2 Remis (davon 1 Spiel im Elfmeterschießen verloren) 2:1 Tore (2:4 i. E.)
- Niederlande: 2 Spiele, 2 Siege, 4:2 Tore
- Dänemark: 2 Spiele, 1 Sieg, 1 Remis, 4:3 Tore
- Griechenland: 2 Spiele (davon 1 Finale), 2 Niederlagen, 1:3 Tore
- UdSSR/GUS/Russland: 1 Spiel, 1 Sieg, 2:0 Tore
- Italien: keine Spiele

## Spiele
Portugal bestritt bisher 44 EM-Spiele, davon wurden 21 gewonnen, elf verloren und zwölf endeten remis. Neun Spiele mussten verlängert werden und davon wurden zwei normal und drei im Elfmeterschießen gewonnen sowie je eins normal und durch Golden Goal, zwei wurden im Elfmeterschießen verloren.
Portugal nahm einmal 2004 als Gastgeber am Eröffnungsspiel der EM teil, hatte bisher sechs Heimspiele und spielte dreimal gegen den Gastgeber (1984 im Halbfinale, 2008 in der Vorrunde, 2016 im Endspiel).
Portugal spielte viermal (1984, 1996 und 2000 in der Vorrunde, 2012 im Halbfinale) gegen den Titelverteidiger und viermal (2004 im Finale, 1984, 2000 und 2012 im Halbfinale) gegen den späteren Europameister und damit am häufigsten von allen Mannschaften. Dreimal (2000, 2012 und 2021) spielten sie gegen den aktuellen Weltmeister. Zweimal ging das Spiel in die Verlängerung.
| Alle EM-Spiele |            |                  |                      |                 |       |                                  | |
| Nr.            | Datum      | Gegner           | Ergebnis             | Anlass          | A/H/* | Austragungsort                   | Bemerkungen                                                                                         |
| 1              | 14.06.1984 | BRD (TV)         | 0:0                  | Vorrunde        | *     | Straßburg (FRA)                  | |
| 2              | 17.06.1984 | Spanien          | 1:1                  | Vorrunde        | *     | Marseille (FRA)                  | |
| 3              | 20.06.1984 | Rumänien         | 1:0                  | Vorrunde        | *     | Nantes (FRA)                     | |
| 4              | 23.06.1984 | Frankreich       | 2:3 n. V.            | Halbfinale      | A     | Marseille (FRA)                  | Letztes Spiel unter Fernando Cabrita                                                                |
| 5              | 09.06.1996 | Dänemark (TV)    | 1:1                  | Vorrunde        | *     | Sheffield (ENG)                  | |
| 6              | 14.06.1996 | Türkei           | 1:0                  | Vorrunde        | *     | Nottingham (ENG)                 | |
| 7              | 19.06.1996 | Kroatien         | 3:0                  | Vorrunde        | *     | Nottingham (ENG)                 | Erstes Länderspiel gegen Kroatien                                                                   |
| 8              | 23.06.1996 | Tschechien       | 0:1                  | Viertelfinale   | *     | Birmingham (ENG)                 | Erstes Länderspiel gegen Tschechien, letztes Spiel in der ersten Amtszeit von António Oliveira      |
| 9              | 12.06.2000 | England          | 3:2                  | Vorrunde        | *     | Eindhoven (NED)                  | |
| 10             | 17.06.2000 | Rumänien         | 1:0                  | Vorrunde        | *     | Arnheim (NED)                    | |
| 11             | 20.06.2000 | Deutschland (TV) | 3:0                  | Vorrunde        | *     | Rotterdam (NED)                  | Höchster Sieg gegen Deutschland                                                                     |
| 12             | 24.06.2000 | Türkei           | 2:0                  | Viertelfinale   | *     | Amsterdam (NED)                  | |
| 13             | 28.06.2000 | Frankreich       | 1:2 n. V.            | Halbfinale      | *     | Brüssel (BEL)                    | Niederlage durch Golden Goal, letztes Spiel unter Humberto Coelho                                   |
| 14             | 12.06.2004 | Griechenland     | 1:2                  | Eröffnungsspiel | H     | Porto                            | |
| 15             | 16.06.2004 | Russland         | 2:0                  | Vorrunde        | H     | Lissabon                         | Erstes Länderspiel gegen Russland                                                                   |
| 16             | 20.06.2004 | Spanien          | 1:0                  | Vorrunde        | H     | Lissabon                         | |
| 17             | 24.06.2004 | England          | 2:2 n. V.; 6:5 i. E. | Viertelfinale   | H     | Lissabon                         | |
| 18             | 30.06.2004 | Niederlande      | 2:1                  | Halbfinale      | H     | Lissabon                         | 110. und letztes Länderspiel von Fernando Couto                                                     |
| 19             | 04.07.2004 | Griechenland     | 0:1                  | Finale          | H     | Lissabon                         | |
| 20             | 07.06.2008 | Türkei           | 2:0                  | EM-Vorrunde     | *     | Genf (SUI)                       | |
| 21             | 11.06.2008 | Tschechien       | 3:1                  | Vorrunde        | *     | Genf (SUI)                       | |
| 22             | 15.06.2008 | Schweiz          | 0:2                  | Vorrunde        | A     | Basel (SUI)                      | |
| 23             | 19.06.2008 | Deutschland      | 2:3                  | Viertelfinale   | *     | Basel (SUI)                      | Letztes Spiel unter Luiz Felipe Scolari                                                             |
| 24             | 09.06.2012 | Deutschland      | 0:1                  | Vorrunde        | *     | Arena Lwiw, Lemberg (UKR)        | |
| 25             | 13.06.2012 | Dänemark         | 3:2                  | Vorrunde        | *     | Arena Lwiw, Lemberg (UKR)        | |
| 26             | 17.06.2012 | Niederlande      | 2:1                  | Vorrunde        | *     | Metalist-Stadion, Charkiw (UKR)  | |
| 27             | 21.06.2012 | Tschechien       | 1:0                  | Viertelfinale   | *     | Stadion Narodowy, Warschau (POL) | |
| 28             | 27.06.2012 | Spanien (TV)     | 0:0 n. V.; 2:4 i. E. | Halbfinale      | *     | Donbass Arena, Donezk (UKR)      | |
| 29             | 14.06.2016 | Island           | 1:1                  | Vorrunde        | *     | Saint-Étienne (FRA)              | Cristiano Ronaldo stellt mit seinem 127. Länderspiel den Rekord von Luís Figo ein.                  |
| 30             | 18.06.2016 | Österreich       | 0:0                  | Vorrunde        | *     | Paris (FRA)                      | Cristiano Ronaldo wird mit seinem 128. Länderspiel alleiniger portugiesischer Rekordnationalspieler |
| 31             | 22.06.2016 | Ungarn           | 3:3                  | Vorrunde        | *     | Décines-Charpieu (Lyon) (FRA)    | |
| 32             | 25.06.2016 | Kroatien         | 1:0 n. V.            | Achtelfinale    | *     | Lens (FRA)                       | |
| 33             | 30.06.2016 | Polen            | 1:1 n. V., 5:3 i. E. | Viertelfinale   | *     | Marseille (FRA)                  | |
| 34             | 06.07.2016 | Wales            | 2:0                  | Halbfinale      | *     | Lyon (FRA)                       | |
| 35             | 11.07.2016 | Frankreich       | 1:0 n. V.            | Finale          | A     | Saint-Denis (FRA)                | |
| 36             | 15.06.2021 | Ungarn           | 3:0                  | Vorrunde        | A     | Budapest (HUN)                   | |
| 37             | 19.06.2021 | Deutschland      | 2:4                  | Vorrunde        | A     | München (DEU)                    | |
| 38             | 23.06.2021 | Frankreich       | 2:2                  | Vorrunde        | *     | Budapest (HUN)                   | |
| 39             | 27.06.2021 | Belgien          | 0:1                  | Achtelfinale    | *     | Sevilla (ESP)                    | |
| 40             | 18.06.2024 | Tschechien       | 2:1                  | Vorrunde        | *     | Leipzig (DEU)                    | |
| 41             | 22.06.2024 | Türkei           | 3:0                  | Vorrunde        | *     | Dortmund (DEU)                   | |
| 42             | 26.06.2024 | Georgien         | 0:2                  | Vorrunde        | *     | Gelsenkirchen (DEU)              | Erstes Pflichtspiel gegen Georgien                                                                  |
| 43             | 01.07.2024 | Slowenien        | 0:0 n. V.; 3:0 i. E. | Achtelfinale    | *     | Frankfurt am Main (DEU)          | Erstes Pflichtspiel gegen Slowenien                                                                 |
| 44             | 05.07.2024 | Frankreich       | 0:0 n. V.; 3:5 i. E. | Viertelfinale   | *     | Hamburg (DEU)                    | |